# Џон Фавро
Џонатан Колија Фавро (енгл. Jonathan Kolia Favreau, рођен 19. октобра 1966) амерички је глумац, режисер, продуцент и сценарист. Као глумац, познат је по улогама у филмовима Руди (1993), Свингери (1996) (који је такође и написао), Веома лоше ствари (1998), Прекид (2006), Повлачење парова (2009) и Кувар (2014) (који је такође и режирао). Такође је режирао и филмове Патуљак (2003), Затура: Космичка авантура (2005), Ајронмен (2008), Ајронмен 2 (2010), Каубоји и ванземаљци (2011), Књига о џунгли (2016), а служио је као извршни продуцент у филмовима Осветници (2012), Ајронмен 3 (2013) и Осветници: Ера Алтрона (2015). Фавро такође глуми Хепија Хогана у Марвеловом филмском универзуму и глумио је Пита Бекера у трећој сезони телевизијске серије Пријатељи. Власник је продуцентске куће, Фервју Ентертејнмент. Ова компанија је навођена као копродуцентска у већини Фавроових режисерских подухвата.

## Младост
Фавро је рођен у Флешингу, Квинс, Њујорк, као син Маделајн, учитељице у основној школи која је умрла од леукемије 1979. године, и Чарлса Фавроа, учитеља специјалног образовања. Мајка му је била Јеврејка (руско-јеврејских корена), а отац католик италијанског и француско-канадског порекла. Фавро је похађао Јеврејску школу и имао је прославу Бар мицве.
Фавро је завршио Средњу научну школу у Бронксу 1984. године, а похађао је Квинс факултет од 1984. до 1987. године, док није одустао. Његов колега са факултета, Мичел Полак, рекао је да је Фавро био познат по надимку "Џони Хек" због његовог талента у игри Хеки Стек. Кратко је радио за Бер Стернс на Вол стриту пре него што се вратио на Квинс факултет почетком 1988. године. Поново је одустао од факултета али заувек, а у лето 1988. године преселио се у Чикаго како би јурио каријеру у комедијама. Глумио је у неколико чикашких импровизационих позоришта, укључујући ИмпровОлимпик и Импров Институт.

## Каријера
Фавро је, 2001. године, направио свој први филм, Мејд. Мејд је поново спојио Фавроа са колегом из филма Свингери, Винсом Воном. Јесени 2003. године, остварио је свој први финансијски успех као режисер на филму Патуљак у којем су глумили Вил Ферел, Џејмс Кан и Питер Динклиџ. Фавро је 2005. године режирао филмску адаптацију дечије књиге Затура. Фавро је наставио да се појављује у филмовима и на телевизији. Поново је сарађивао са Винсом Воном у романтичној комедији Прекид и појавио се у серији Зовем се Ерл. Фавро је имао и гостојућу улогу у Воновом Вајлд Вест Комеди Шоу.
Ајронмен је био први Марвелов филм у сарадњи са Парамаунтом, а Фавро је био режисер и извршни продуцент. Током раних сцена из Ајронмена, Фавро се појављује као возач Тонија Старка, Хепи Хоган. Фавро је такође режирао и наставак, Ајронмен 2. Поново се појавио као Хепи Хоган у филму Спајдермен: Повратак кући (2017), а био је и извршни продуцент на филму Осветници: Рат бескраја (2018).

## Приватни живот
Фавро је оженио докторку медицине Џоју Тилем 24. новембра 2000. године. Пар има троје деце: сина Макса, рођеног 25. јула 2001. године, и две кћерке, Маделајн, рођену априла 2003. године, те Брајтон Роуз, рођену августа 2006. године.

## Филмографија
| Назив                     | Оригиналан назив           | Датум објаве       | Буџет (у доларима) | Зарада          | Успех на Ротен Томејтос |
| ------------------------- | -------------------------- | ------------------ | ------------------ | --------------- | ----------------------- |
| Мејд                      | Made                       | 13. јул 2001.      | 5 милиона          | 5 милиона       | 71% (6,3/10)            |
| Патуљак                   | Elf                        | 7. новембар 2003.  | 33 милиона         | 220 милиона     | 83% (7,0/10)            |
| Затура: Космичка авантура | Zathura: A Space Adventure | 11. новембар 2005. | 65 милиона         | 64 милиона      | 75% (6,5/10)            |
| Ајронмен                  | Iron Man                   | 2. мај 2008.       | 140 милиона        | 585 милиона     | 94% (7,7/10)            |
| Ајронмен 2                | Iron Man 2                 | 7. мај 2010.       | 200 милиона        | 623 милиона     | 73% (6,5/10)            |
| Каубоји и ванземаљци      | Cowboys & Aliens           | 29. мај 2011.      | 163 милиона        | 174 милиона     | 43% (5,5/10)            |
| Кувар                     | Chef                       | 9. мај 2014.       | 11 милиона         | 46 милиона      | 86% (6,8/10)            |
| Књига о џунгли            | The Jungle Book            | 15. април 2016.    | 177 милиона        | 966,6 милиона   | 95% (7,7/10)            |
| Краљ лавова               | The Lion King              | 19. јул 2019.      | 260 милиона        | 1,657 милијарди | 53% (6,0/10)            |
| The Mandalorian & Grogu   | The Mandalorian & Grogu    | 22. мај 2026.      |                    |                 |                         |